# Aeoloderma arambourgi
Aeoloderma arambourgi là một loài bọ cánh cứng trong họ Elateridae. Loài này được Fleutiaux miêu tả khoa học năm 1935.